# Minaya
Minaya é um município da Espanha na província de Albacete, comunidade autónoma de Castilla-La Mancha, de área 69,83 km² com população de 2006 habitantes (2006) e densidade populacional de 24,48 hab/km².

## Demografia
| Variação demográfica do município entre 1991 e 2004 | Variação demográfica do município entre 1991 e 2004 | Variação demográfica do município entre 1991 e 2004 | Variação demográfica do município entre 1991 e 2004 |
| --------------------------------------------------- | --------------------------------------------------- | --------------------------------------------------- | --------------------------------------------------- |
| 1991                                                | 1996                                                | 2001                                                | 2004                                                |
| 1940                                                | 1772                                                | 1697                                                | 1704                                                |